# Ana Carolina da Silva
Ana Carolina da Silva, född 8 april 1991 i Belo Horizonte, Brasilien, är en volleybollspelare (center). Hon spelar i Brasiliens landslag och klubblaget Praia Clube.
Da Silva började spela volleyboll i Mackenzie Esporte Clube, där hon spelade fram till 2010. Hon har sedan fortsatt att spela för olika brasilianska klubbar förutom säsongen 2017-2018 som hon spelade med turkiska Nilüfer BSK. Lagen har vanligen tillhört den yttersta eliten i Brasilien och Sydamerika. Hon har (2022) totalt vunnit Campeonato Sudamericano de Clubes de Voleibol Femenino fem gånger.
Hon representerade Brasilien vid universitetstävlingen Universiaden 2011 (då laget tog guld) och 2013 (då de tog silver). Hon debuterade i landslaget 2014, vid Montreux Volley Masters och senare deltog i FIVB World Grand Prix. Under 2016 var hon skadad och missade därför OS 2016. Sedan 2015 har hon med landslaget vunnit Sydamerikanska mästerskapet fem gånger (2015, 2017, 2019, 2021 och 2023). Hon tog silver vid OS 2021.